# Похитители мыла
«Похитители мыла» (итал. Ladri di saponette) — кинофильм режиссёра Маурицио Никетти. Гран-При ММКФ.

## Сюжет
Режиссёр Антонио Пьерматей приглашён телестудией показать свой фильм — неореалистическую картину «Ladri di saponette». Но во время показа режиссёр с ужасом обнаруживает, что его чёрно-белая история о жизни в нищете постоянно прерывается цветной рекламой. Но далее происходит ещё более ужасное происшествие: из-за сбоев в подаче электроэнергии на студии отрезки фильма и рекламы перепутываются и смешиваются между собой — гламурная модель оказывается у безработного нищего, в то время как его жена оказывается в «потребительском рае». Теперь режиссёр должен всё исправить.

## В ролях
- Хейди Комарек — модель
- Лелла Коста — ТВ-продюсер
- Марко Дзаннони — ТВ-техник
- Карлина Торта — мать
- Массимо Сацилотто — отец
- Маурицио Никетти — Антонио Пьерматей
- Федерико Риццо — Бруно Пьерматей
- Катерина Силос Лабини — Мария Пьерматей

## Награды
Список наград и номинаций приведён в соответствии с данными IMDb
| Год  | Событие                                        | Номинация       | Награда                  | Результат |
| ---- | ---------------------------------------------- | --------------- | ------------------------ | --------- |
| 1989 | Italian National Syndicate of Film Journalists | Лучший сценарий | Серебряная лента         | Победа    |
| 1989 | Московский международный кинофестиваль         | Лучший фильм    | Золотой «Святой Георгий» | Победа    |